# Аджиус, Гилберт
Ги́лберт А́джиус (англ. Gilbert Agius; род. 21 февраля 1974, Валлетта) — мальтийский футболист, выступавший на позиции нападающего. Большую часть карьеры провёл в столичном клубе «Валлетта», где был помощником главного тренера и временно главным тренером.

## Биография
Первые матчи за «Валлетту» провёл в 1990 году, когда ему было всего 16 лет. С тех пор он защищал цвета своего родного клуба, всего лишь раз покинув его. В 2001 году он решил попытать счастья в итальянском клубе «Пиза», отправившись туда в аренду, но там дела не заладились и он вернулся обратно в «Валлетту». Перед началом сезона 2007/08 у Гилберта была возможность перейти в шведский клуб «Энчёпинг», но решил ничего не менять и завершить свою карьеру в родной команде, с которой в этом же сезоне спустя 7 лет завоевал чемпионский титул.
Выступал за юношеские сборные Мальты до 17 и до 19 лет, а также за молодёжную сборную до 21 года. В 1993 году дебютировал в национальной команде. С тех пор за 16 лет, проведённых в сборной Мальты, он сыграл 121 матч и по этому показателю сравнялся с лидером по количеству матчей Дейвидом Каработтом.
В мае 2014 года стал главным тренером «Валлетты».

## Достижения
- Чемпион Мальты (7): 1991/92, 1996/97, 1997/98, 1998/99, 2000/01, 2007/08, 2010/11.
- Обладатель Кубка Мальты по футболу (7): 1990/91, 1994/95, 1995/96, 1996/97, 1998/99, 2000/01, 2009/10
- Футболист года в Мальте (3): 1997, 2001, 2007